# 脱解尼师今
脫解尼師今（？—80年，一说吐解尼师今），姓昔，名脫解，“尼師今”为君主称号，新羅（徐罗伐或者徐伐）第4代君主，新羅昔氏国王始祖。

## 生平
據《三國史記·新羅本紀》記載，脫解尼師今生於多婆那國（《三国遗事》称其为龍城國），是一個位於倭國東北一千里的地方。脱解尼师今的父亲是该國的国王，母亲是另外一个小国的公主。脱解尼师今出生时是一個巨蛋。國王以人生巨蛋是為不祥，認為應該丟棄，但其妻不忍，用布帛包裹此卵和一些寶物，放在櫝中，任其飄浮於海中。至辰韓阿珍浦口為一老婦所取而養之，有一鵲飛鳴而隨之。宜省鵲字，以昔爲氏（其姓昔来源于鵲字的一部分），又因他從櫝中解放出來，取名脫解。其人身長九尺、風神秀朗、智識過人。
公元8年，南解王聽聞他之賢明，以自己的女兒阿孝夫人嫁給他，委以政事。及後儒理王將死時以脫解年長且賢明，傳位於他。王位開始由朴、昔兩氏交替。脫解尼師今在位二十三年後將王位傳給儒理尼師今之子婆娑尼師今。

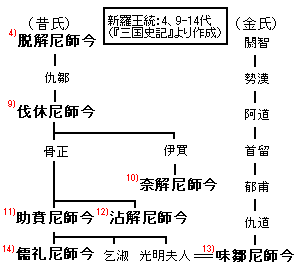
三国史记中的新罗国世系

### 治世
- 64年，百济进攻蛙山城和狗壤城，脱解遣2000骑兵击退。
- 65年，脱解尼师今在庆州西部树林中的金盒子里发现一男婴，并将其收养，命名为金閼智。该男婴后来成为新罗金氏始祖，並以發現的雞林最為當時新羅的國號。[a]
- 66年，百济攻取蛙山城，留二百人驻守，后被新罗夺回。
- 67年，分封朴氏贵戚，立顺贞为伊伐飡。
- 70年，百济再犯。73年，日本入侵木出岛，脱解遣角干羽鸟前去防御，结果并未成功，羽鸟战死沙场。
- 75年，百济攻取蛙山城。76年，新罗遣兵伐百济，收复蛙山城，将迁居来的二百余名百济人全部杀掉。
- 77年，新罗攻伽倻，阿飡吉门在黄山津口击败伽倻军，并升任波珍飡。
- 80年，脱解尼师今去世，葬于城北的壤井丘。立婆娑尼师今为王。

## 家庭
- 妻：阿孝夫人（南解次次雄之女）
- 子：昔仇鄒（仇鄒角干，新羅第9代君主伐休尼师今之父）

## 资料来源
- 《三国史记》
- 《三国遗事》